# Гура-Пулавська
Гура-Пулавська (пол. Góra Puławska) — село в Польщі, у гміні Пулави Пулавського повіту Люблінського воєводства.
Населення — 2090 осіб (2011).

## Демографія
Демографічна структура станом на 31 березня 2011 року:
|          | Загалом | Допрацездатний вік | Працездатний вік | Постпрацездатний вік |
| -------- | ------- | ------------------ | ---------------- | -------------------- |
| Чоловіки | 1020    | 190                | 686              | 144                  |
| Жінки    | 1070    | 170                | 627              | 273                  |
| Разом    | 2090    | 360                | 1313             | 417                  |